# Von Tiesenhausen
von Tiesenhausen är en synnerligen vittutgrenad uradlig balttysk ätt från Tisenhusen mellan Nienburg och Holtorf på nedre Weser i norra Tyskland och som förgrenat sig till bland annat Sverige, Estland, Livland, Polen och Ryssland.
Äldste kände stamfader är den biskoplige vasallen Engelbertus de Tysenhusen nämnd 1210. Han flyttade till Reval (Riga) där ätten snart nådde en betydande maktposition inom den balttyska adeln genom bl.a. stora jordförvärv. År 1375 erhöll bröderna Johann och Bartholomäus den ärftliga titeln von Tiesenhausen.
Under slutet av 1500-talet finns ett par medlemmar i svensk tjänst. En av dessas ättlingar var generalmajoren av kavalleriet Hans Heinrich von Tiesenhausen (1592-1662) som framgångsrikt deltog i samtliga Gustav II Adolfs krig. Han upphöjdes 1654 därför till friherre af Erlaa (ett av ättens gamla gods i Estland) av drottning Kristina utan att ta introduktion på Riddarhuset. Av ättens övriga svenska medlemmar bör nämnas den sistnämndes sonson, överstelöjtnanten friherre Hans Heinrich von Tiesenhausen (1685-1736), som deltog med utmärkelse i Karl XII:s krig, 1709 blev tillfångatagen av ryssarna och senare gick i rysk tjänst samt var 1728-1731 chef för livländska kavalleriet.
Ätten har sedan 1700-talets andra hälft inte längre varit representerad i Sverige men fortlever i Baltikum och Ryssland där den även fått grevlig värdighet.

## Medlemmar av ätten
- Hans-Diedrich von Tiesenhausen (1913–2000), tysk ubåtsbefälhavare
- Hans Henrik von Tiesenhausen (omkring 1645–efter 1710), balttysk friherre och militär
- Magnus Gabriel von Tiesenhausen (omkring 1660–1704), svensk (balttysk) friherre och militär
- Magnus Johan von Tiesenhausen (1631–1700), svensk militär